# Alfred Jeremias
Alfred Karl Gabriel Jeremias (ur. 21 lutego 1864 w Markersdorf k. Chemnitz – 11 stycznia 1935 w Lipsku) – niemiecki asyriolog i znawca religii Starożytnego Wschodu.

## Życie
W 1891 roku opublikował pierwsze niemieckie tłumaczenie Eposu o Gilgameszu. Od 1890 aż do śmierci był pastorem zboru luterańskiego w Lipsku, a od 1922 był także profesorem na Uniwersytecie w Lipsku. Otrzymał doktoraty honoris causa w 1905 roku (Uniwersytetu Lipskiego) i w 1914 roku (Uniwersytetu w Groningen).
Był jednym z czołowych zwolenników panbabilonizmu, wyjaśniając pochodzenie Biblii Hebrajskiej w zakresie mitologii babilońskiej. Jego prace wywarły znaczący wpływ na cykl powieściowy o Józefie Tomasza Manna: Józef i jego bracia. 

## Publikacje
- Izdubar-Nimrod. Eine altbabylonische Heldensage. Leipzig 1891
- Das Alte Testament im Lichte des Alten Orients, Leipzig, 4th ed. Das Alte Testament im Lichte des Alten Orients, Lipsk, 4th ed. 1930 1930
- Handbuch der altorientalischen Geisteskultur, Berlin, 2nd ed. Handbuch der altorientalischen Geisteskultur, Berlin, 2nd ed. 1929 1929